# 찰스타운 (세인트키츠 네비스)

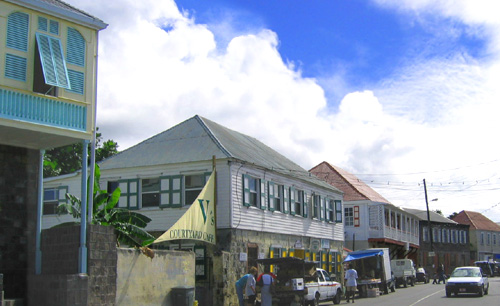
찰스타운 시가지

찰스타운(영어: Charlestown)은 세인트키츠 네비스의 도시로 네비스 섬의 중심 도시이다. 미국의 법률가이자 정치인인 알렉산더 해밀턴이 태어난 곳이기도 하다.